# Adolfo César de Noronha
Adolfo César de Noronha (Funchal, 9 de setembro de 1873 — Funchal, 6 de abril de 1963) foi um naturalista e homem de cultura madeirense. É conhecido por ter sido o grande impulsionador do Museu de História Natural do Funchal.

## Biografia
Oriundo de uma família com ligações à ilha do Porto Santo, Adolfo César nasceu na residência da família Noronha (Rua das Cruzes 3, casa que tinha sido o primeiro hospital da ilha) no Funchal, ilha da Madeira, cidade onde completou o ensino secundário no Liceu Nacional do Funchal. Continuou a sua formação fora da Madeira, tendo frequentado a Escola Politécnica de Lisboa e a Academia Politécnica do Porto.
Regressou ao Funchal, cidade onde a 11 de dezembro de 1914 foi nomeado bibliotecário da Biblioteca Municipal do Funchal, ascendendo em 1928 a seu director, cargo que ocupou até à aposentação em 1943.
Para além das suas funções como bibliotecário e director da Biblioteca Municipal do Funchal, dedicou-se à história natural do arquipélago da Madeira, com a realização de observações meteorológicas, colheita de espécimes vegetais e animais e, particularmente, constituindo-se com o seu conhecimento local e capacidade de falar inglês, francês e alemão, em ponto de apoio às expedições científicas internacionais que foram visitando as ilhas. A sua recolha de fósseis e as observações ornitológicas e, em especial, de peixes de profundidade capturados pelos pescadores de peixe-espada-preto foram notáveis e em muitos casos seminais.
As suas colheitas serviram de base a estudos conduzidos por cientistas da época, com destaque para Ernesto Schmitz  (aves) e para Ziwko J. Joksimowitsch (o paleontólogo sérvio Živko Joksimović), Leo Paul Oppenheim e Johannes Böhm (fósseis). No que respeita à fauna marinha, para além de múltiplos espécimes de peixes resultantes de capturas acidentais na pesca do espadarte, recolheu esponjas e briozoários, muitos deles pertencentes as espécies novas para a ciência. O caso mais conhecido foi a descoberta durante operações de dragagem realizadas em 1909 no litoral da ilha do Porto Santo de uma esponja incrustante, com espículas calcárias e siliciosas, a que foi dado o nome de Merlia normani. Estas dragagens foram feitas em conjunto com o espongiologista britânico Randolph Kirkpatrick, que publicou a descrição daquela esponja. O mesmo cientista dedicou-lhe o género de esponjas Noronha Kirkpatrick, 1908, presentemente considerado um sinónimo taxonómico de Merlia. Da sua colaboração e correspondência com cientistas de várias nacionalidades resultou ser o seu nome epónimo de vários taxa, entre os quais Schizoporella noronhai (um briozoário abissal), Pecten noronhai e Spondylus noronhai (moluscos bivalves fósseis).
Liderou em 1922 uma expedição científica às ilhas Selvagens, que visitara em 1906 e 1909, na qual participaram, entre outros, Adão Nunes e Damião Peres. Devido a dificuldades com o transporte de volta à ilha da Madeira, o grupo permaneceu dois meses naquelas ilhas, sendo o regresso ao Funchal motivo de recepção, noticiado pelo Diário de Notícias do Funchal de 13 de junho desse ano de 1922. As observações meteorológicas e os espécimes recolhidos foram enviadas a especialistas internacionais.
A sua principal contribuição para a ciência ocorreu no campo do estudo dos peixes das águas profundas do arquipélago da Madeira, matéria em que foi pioneiro. Aproveitando as técnicas de pesca abissal desenvolvidas para a captura do peixe-espada-preto, para além de desenvolver um estudo aprofundado desta espécie, que publicou em 1925, estudou os peixes de profundidade que eram capturados acidentalmente na pescaria do Aphanopus carbo. Desse estudo resultaram duas novas espécies para a ciência: um peixe da família dos escolares, Diplogonurus maderensis; e um raro tubarão de profundidade, que dedicou ao seu amigo Alberto Artur Sarmento com o binome Squaliolus sarmenti.
Para além de ter sido um dos colaboradores de Fernando Augusto da Silva e Carlos Azevedo de Meneses na preparação do Elucidário Madeirense (1922), num trabalho de co-autoria com Alberto Artur Sarmento, publicou em 1934 uma de divulgação intitulado Os Peixes dos Mares da Madeira. Em 1948 elaborou o segundo volume (dedicado aos peixes) da obra Vertebrados da Madeira, editado pela Junta Geral do Distrito Autónomo do Funchal.
Para além da sua contribuição como naturalista, a sua acção foi determinante na reinstalação da Biblioteca Municipal do Funchal, ao tempo instalada no edifício dos Paços do Concelho em instalações exíguas, e na iniciativa de adquirir um edifício que permitisse a criação de um museu que pudesse alojar as colecções de história natural e outro património pertencente ao Município do Funchal.
Conseguiu em 1929 que com a criação do Museu Regional da Madeira e a aquisição do Palácio de São Pedro (Funchal) essas condições fossem criadas. Para isso foi decisiva a sua iniciativa de obter a emissão de um selo postal da Madeira cuja receita reverteu para a aquisição. Com a colaboração de Günther E. Maul, o museu abriu em 1933, dando origem ao actual Museu de História Natural do Funchal.
Casou-se com Georgina Rebelo de Oliveira a 23 de fevereiro de 1923, no Funchal e alugou uma casa na Rua do Quebra-Costas. Quando ficou viúvo em 1945 voltou a viver na casa de família onde tinha nascido, propriedade das suas sobrinhas Adelaide Susana de Noronha Wilbraham Soares de Sousa (1915-2017) e Laura Cristina de Noronha Wilbraham (1917-2008).
Aposentou-se a 9 de setembro de 1943, tendo nessa data a Câmara Municipal do Funchal atribuído o seu nome à sala principal do Museu. 
Veio a falecer a 6 de abril de 1963 na casa onde tinha nascido, 89 anos antes.

## Obras publicadas
Entre muitas outras, é autor das seguintes obras:
- Um Peixe da Madeira: o peixe espada preto, ou Aphanopus carbo dos naturalistas (1925);
- “A New Species of Deep Water Shark (Squaliolus sarmenti) from Madeira” (1926);
- “Description of a New Genus and Species of Deep Water Gempyloid Fish, Diplogonurus maderensis” (1926);
- Os Peixes dos Mares da Madeira (1934, em coautoria);
- Vertebrados da Madeira. Peixes (1948, em coautoria).